# Enrico Montalbetti
Enrico Montalbetti (Venezia, 21 settembre 1888 – Annà di Melito di Porto Salvo, 31 gennaio 1943) è stato un arcivescovo cattolico italiano.

## Biografia
Nasce a Venezia il 21 settembre 1888 dal milanese Emilio e da Carolina Portmann, originaria della Svizzera tedesca.

### Formazione e ministero sacerdotale
Dopo aver iniziato gli studi a Varese, entra, a 12 anni, nel seminario di San Pietro Martire di Seveso per i corsi ginnasiali, poi in quello di Monza per il liceo, e nel seminario maggiore a Milano per gli studi in teologia.
Il 10 giugno 1911 è ordinato presbitero dal cardinale arcivescovo Andrea Carlo Ferrari e, nel settembre successivo, consegue la laurea in Teologia. 
L'anno seguente diventa direttore spirituale del Collegio arcivescovile De Amicis di Cantù, dove rimane per diciotto anni.
Nel 1930 il cardinale Alfredo Ildefonso Schuster lo nomina pro-cancelliere per l'Ufficio matrimoni della curia arcivescovile di Milano e, tre anni dopo, direttore dell'Ufficio catechistico diocesano, assistente della FUCI e canonico onorario della basilica di Sant'Ambrogio.
Dal 1930 al 1935 è anche direttore spirituale dell'Istituto "Gonzaga" di Milano, retto dai Fratelli delle scuole cristiane, e, nel 1935, è tra i fondatori, con il salesiano don Antonio Cojazzi e mons. Norberto Perini, poi arcivescovo di Fermo, della rivista "Catechesi".

### Ministero episcopale
Il 5 maggio 1935 è eletto arcivescovo titolare di Derco e coadiutore con diritto di successione dell'arcivescovo di Trento Celestino Endrici.
Il 26 giugno successivo raggiunge Trento, dopo essere stato consacrato, nel duomo di Milano, il 9 dello stesso mese, dal cardinale Schuster, avendo per co-consacranti Pietro Mozzanica, vescovo titolare di Sela ed ausiliare di Milano, e il comboniano Antonio Stoppani, vescovo titolare di Stratonicea di Caria, già vicario apostolico di Bahr el-Ghazal in Sudan.
Il 9 giugno 1938 viene trasferito, quale arcivescovo metropolita, all'arcidiocesi di Reggio Calabria, al posto di mons. Carmelo Pujia, deceduto nell'agosto precedente.
Il 12 marzo 1941 viene nominato anche vescovo di Bova, in sostituzione del salesiano Giuseppe Cognata.
Si distingue per l'essere un vescovo vicino alla città ed ai suoi problemi, attento ai bisogni della comunità ecclesiale, né pavido di muovere critiche all'autorità fascista quando necessario, né restio, durante la Seconda guerra mondiale, ad accorrere dove vi sia bisogno della sua presenza.
A soli 54 anni, alle ore 20:10 del 31 gennaio 1943, mentre si trova ospite della villa dei marchesi Ramirez ad Annà di Melito di Porto Salvo, dove si è recato in visita pastorale, rimane vittima, assieme ad altre dieci persone, del mitragliamento da parte di un caccia bombardiere inglese, che fa la spola fra la costa calabrese e la dirimpettaia Messina.
È sepolto nella navata sinistra del duomo di Reggio Calabria.
Attualmente è in corso la fase diocesana della causa di beatificazione: il 28 febbraio 2013, sotto la presidenza dell'allora arcivescovo Vittorio Mondello, il Consiglio presbiterale dell'arcidiocesi di Reggio Calabria-Bova ha deliberato all'unanimità di proseguire con la causa di beatificazione.

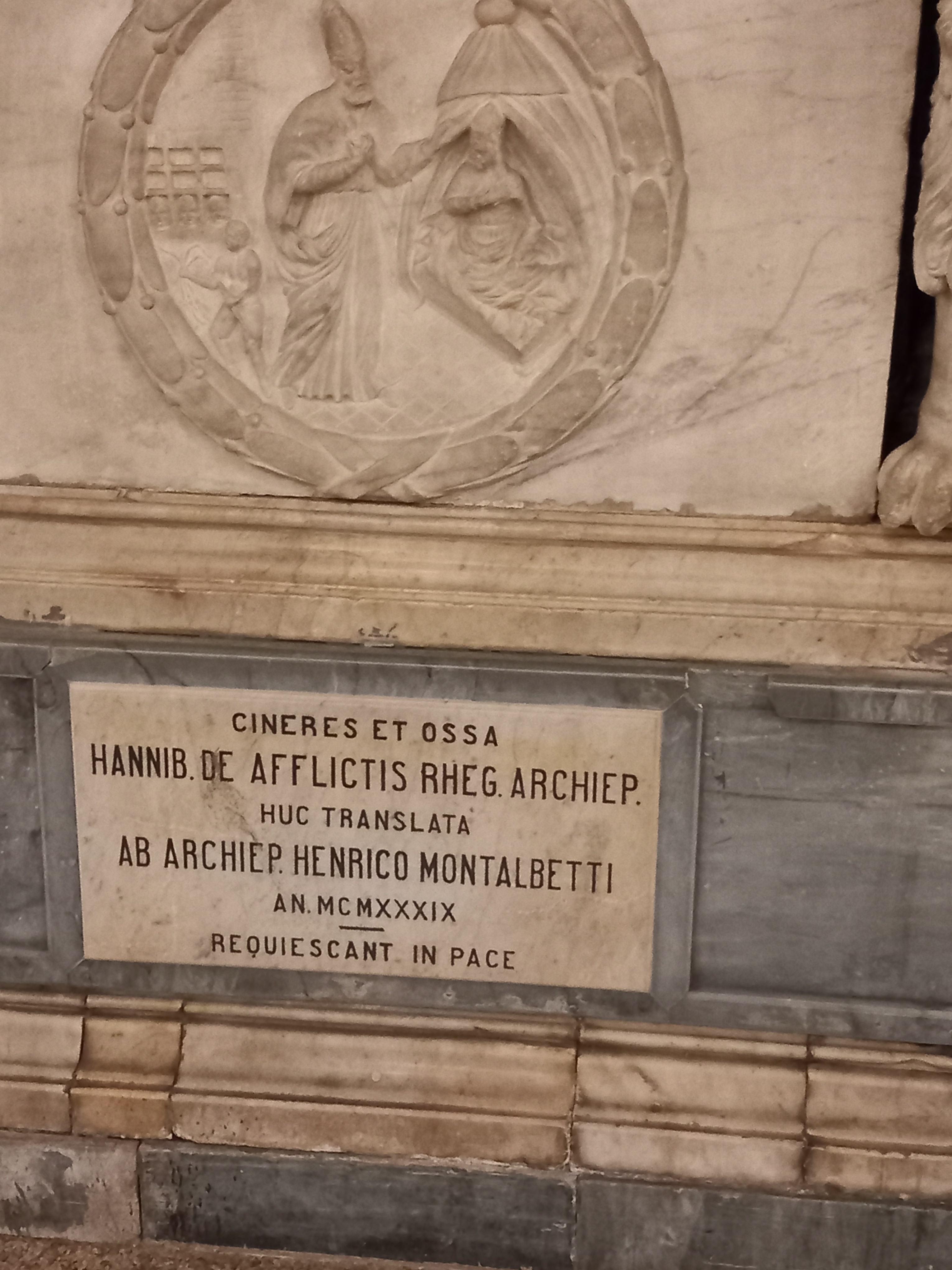
Sepolcro nel duomo di Reggio

## Genealogia episcopale
La genealogia episcopale è:
- Cardinale Scipione Rebiba
- Cardinale Giulio Antonio Santori
- Cardinale Girolamo Bernerio, O.P.
- Vescovo Claudio Rangoni
- Arcivescovo Wawrzyniec Gembicki
- Arcivescovo Jan Wężyk
- Vescovo Piotr Gembicki
- Vescovo Jan Gembicki
- Vescovo Bonawentura Madaliński
- Vescovo Jan Małachowski
- Arcivescovo Stanisław Szembek
- Vescovo Felicjan Konstanty Szaniawski
- Vescovo Andrzej Stanisław Załuski
- Arcivescovo Adam Ignacy Komorowski
- Arcivescovo Władysław Aleksander Łubieński
- Vescovo Andrzej Stanisław Młodziejowski
- Arcivescovo Kasper Kazimierz Cieciszowski
- Vescovo Franciszek Borgiasz Mackiewicz
- Vescovo Michał Piwnicki
- Arcivescovo Ignacy Ludwik Pawłowski
- Arcivescovo Kazimierz Roch Dmochowski
- Arcivescovo Wacław Żyliński
- Vescovo Aleksander Kazimierz Bereśniewicz
- Arcivescovo Szymon Marcin Kozłowski
- Vescovo Mečislovas Leonardas Paliulionis
- Arcivescovo Bolesław Hieronim Kłopotowski
- Arcivescovo Jerzy Józef Elizeusz Szembek
- Vescovo Stanisław Kazimierz Zdzitowiecki
- Cardinale Aleksander Kakowski
- Papa Pio XI
- Cardinale Alfredo Ildefonso Schuster, O.S.B.
- Arcivescovo Enrico Montalbetti